# Vulcão Makushin
O vulcão Makushin é um estratovulcão ativo na ilha Unalaska, ilhas Aleutas, Alasca, Estados Unidos. O seu cume atinge 2036 m de altitude e é o ponto mais elevado da ilha. O Makushin é um dos mais ativos vulcões do Alasca, com pelo menos duas dúzias de erupções nos últimos milhares de anos, sendo a última em 1995.